# Johann Klaj
Johann Klaj (Clajus), född 1616 i Meissen, död 16 februari 1656 i Kitzingen, var en tysk författare.
Klaj blev 1644 lärare vid S:t Sebaldus-skolan i Nürnberg och 1650 predikant i Kitzingen. Jämte Sigmund von Birken och Georg Philipp Harsdörffer var han en av huvudmännen för Nürnbergska skaldeskolan. I förening med de sistnämnda stiftade han skaldeförbundet "Die Schäfer an der Pegnitz" (Pegnitzschäferorden) och författade Pegnesisches Schäfergedicht (1644) samt en mängd andliga sånger och flera s.k. "geistliche Trauer- und Freudespiele", bland annat "Die Auferstehung Jesu Christi", "Die Höllen- und Himmelfahrt Jesu Christi", "Herodes der Kindermörder" och "Engel- und Drachenstreit". 
I tysk litteratur anförs han emellanåt som en tidig utövare av ljuddikt. Ur Fortsetzung Der Pegnitz-Schäferey författad i Nünberg 1645 kommer följande exempel på detta.
| Der kekke Lachengekk koaxet/krekkt/und quakkt/ Des Krippels Krückenstockk krokkt/grakkelt/humpt und zakkt/ Des Gukkuks Gukken trotzt dem Frosch und auch die Krükke. Was knikkt und knakkt noch mehr? kurtz hier mein Reimgeflikke. |